# Стефан Твртко I Котроманић
Стефан Твртко I Котроманић (ћир. Тврьтк, Тврьтко; лат. Tvrthco, Tuercho, Tarcto, Tvrtco, Tvertco, Tvartco; 1338—1391) био је најпре бан, а затим и краљ средњовековне Босне.
Као владар покушао је да споји две главне српске средњовековне државе Босну и Рашку и крунисао се, вероватно на Митровдан 1377. године у манастиру Милешеви, за краља Срба Босне, Приморја и Хумске земље. Слично другим средњовековни српски владари, Твртко I није успоставио јединство власти над свим српским земљама. Када се крунисао узео је и титуларно име свих Немањића − Стефан.

## Прве године владавине
Претходник Твртка I на месту бана Босне Степан II (IV) умро је у другој половини 1353. године. Степан II (IV) је оставио за собом три пута већу и јачу Босну. То је постигао користећи слабљење Шубића (хрватско-далматских великаша који су једно време били владара Босне), и борбе око власти у Краљевини Немањића. На западу Степан II (IV) је проширио власт Босне на подручје Далмације од Неретве до Цетине (осим Омиша) око 1324. На истоку, после смрти краља Милутина, користио је одметање властеле и сукобе да заузме Хум средином 1326. године, чиме је добио проширио излаз на море. Чак је добио и од мађарског краља област српског владара Драгутина, Соли и Усору. Држећи се веза са мађарском политиком и успоставивши родовске везе са мађарском династијом, одржао се на власти у Босни три деценије. Његов млађи брат кнез Владислав оженио се 1338. године Јелену Шубић, кћерку кнеза Ђуре Шубића. Из тог брака родио се Твртко I вероватно у 1339. години. Степан II (IV) није имао законитог мушког порода, синови су му се рађали али су поумирали као деца.

Угарски краљ Лајош Велики, рачунајући с Босном као природним експанзионим подручјем мађарске државе, с којом је у чвршћим везама још од 1136. године, намислио да је још јаче веже уз круну Св. Стефана. Мало пре тога је угарски краљ узео за своју жену Јелисавету. Твртко је имао млађег брата, Владислава, који није желео да наследи власт, да је не би реметио. Чим је умро Стефан наследио га је његов изабран син Твртко, који је тада имао само 15 година, а сам је узео врховну власт у своје руке. У кермедском архиву, међу повељама породице Вукославића, налазе се два недатирана писма, у којима кнез Владислав са женом и синовима, баном Твртком и кнезом Вуком, потврђује извесна права кнезу Влатку Вукославићу, која је његову оцу био дао бан Стефан. Повеље су издате када кЬда гредѣше бань Тврьтко наипрьво ꙋ хльмскꙋ землꙋ. Међутим, у трећој повељи, датираној 1354. године, нема више помена о кнезу Владиславу, него нову потврду даје банова мајка и бан Твртко. Тачна је стога претпоставка Талоцијева, да је Владислав у то доба био већ мртав, преживевши брата свега око годину дана.
Кнез Владислав имао је довољно ауторитета, да после братове смрти неспорен узме власт у своје руке. Али кад је остала његова удовица сама са малолетном децом, њен је положај био много тежи. Не знајући јасно, како ће према њеној деци да се држи мађарски краљ и шта он уопште намерава, одлучила се кнегиња Јелена, одива из угледне породице Шубића, кнежева удовица и банова мајка да оде у Угарску и да заврши неке тамо ствари. Несумњиво из опрезности она није хтела да води са собом Твртка, него је узела млађег сина кнеза Вука. Шта је она у Угарској радила и даље се не зна, али одмах по повратку 1354. године, сазвала у банско седиште, у Милама (данас јајачком срезу), збор све Босне, Загорја, Доњих Крајева и Хумске земље. Тај збор непосредно после повратка из Угарске указује неспорно, да је по свему судећи била баш одлучна жена, што јој је донело успех. Себична босанска властела остала је ипак уз своју династију. Да је један део великаша за то држање требало задобијати поклонима и повластицама позната је појеа Средњег Века и код нас и на страни, а пример за такве повластице, чак врло широке, јесте она повеља, која је том прилико дата кнезу Влатку Вукославићу. Њеу се заклела банова мати и бан са дванаест најугледнијих кнезова и великодостојника, да ће му остати сва имања и права, која је био добио од бана Стефана, да му неће судити бан чак ни сада „ако би допаль кнезь Влатко кое кривине а или невѣре”, док не дође кући, у Кључ, и док му не би, „ако би ꙋ кою невѣрꙋ зашль” судио збор све земаљске господе, какав се и тада састао. Да је 1354. година била у Босни бурна сведоче тротирски закључци да се ради босанских нереда (novitates) и ради нереда у суседној Хрватској онрати пажња на њихове градске утврде. Може чак и бити, да је по среди какав покрет властеле, која је желела да искористи смрт Стефана II и кнеза Владислава за младост новог мана. Није могуће да је ова наведена повеља, како је већ мислио историчар Ф. Шишић, акт измирења између кнеза Влатка и банске породице.
Свршивши тако прве послове за време док је мађарски краљ био запослен у Србији ратовањем против цара Дишана, кнегиња Јелена с Твртком заједној могла је нешти мирније одахнути. У фебруару 1355. године се налазио млади бан у Ђакову, код катедрале босанског бискупа Пелегрина „свог духовног оца”, како сам цитира, где је дао опросно писмо о дефинитивном обрачуну између његовог покојног стрица и неких дубровачких трговаца, који су држали тргове у Остружници и на Неретви. Али је одмах после свега тога Твртко, са мајком, улази у активну политику у Далмацији, сестра цара Душана, удовица Младена Шубића, почела је од септрембра 1335. године преговарати са Млечићима, да им прода своје градове Клис и Скрадин. У том је правцу ранија радила и Катарина Дандолова, родом Млечана, жена слабог Павла III Шубића. Краљ Лајош, непријатељ Душана, покушао је да још пре, да те градове освоји. Цар Душан је пожурио у помоћ сестри и упутио је грађанство непријатељски дочекало српску војску, придружили су се Србима и Млечани. Овима је српски заповедник Ђурађ Илић, по ранијој наредби царевој, и предао град одмах почетком 1356. године. Клис, међутим, у марту заузеђе Мађари, пошто су српску посаду били потпуно затворили у тешко приступачном граду. Кнегиња Јенела и Твртко одазивали су се позивима мађарског краља. Они су доста живо деловали у Далмацији. Ту је Твртко, по споразуму, добио неке ближе непознате градове војводе Гргура, а Новко Ципријанић предао му је један град, који је сам држао. Мајка банова преговарала је са кнезом Иваном Нелипићем и имала је с њим, у друштву свог сина, и састанак у Книну. Трогирски кнез јављао је 25. маја 1355. године у Млетке, како он мисли, да ће ти састанци довести до ближе заједнице. Подбан кнински спремао је тај ближи договор са нескривеном жељом, да се створи што јачи фронт против Млечана, и кретао је зато све утицајније људе и градове. Кнегиња Јелена је мислила, шта више, да се састане о са Катарином Дандоловом и да је придобије за мађарског краља, па јој је у том смислу слала и неке своје и његове поруке. Али везе млетачке и српске кнегиње са људима у интересима њихове рођене груде бегу јаче од разлога кнегиње Јелена, која је радила за њиховог противника.
Пред крај лета и мајка и син налазили су се у Босни, где су, у Високом, 1. септембра, потврдили повластице дубровачким трговцима, које су они уживали и за за време ранијих банова.
Босански престо наследио је његов синовац Твртко, који се у изворима помиње као „син господина кнеза Владислава а синовац великога и славнога господина бана Степана“. Држава Стефана II је изграђена на савезима и бановој војној снази, а као резултат тога бан је задобио оданост осамостаљеног локалног племства. Своју моћ искористио је даље да увећа свој домен земљама попут Хума. Међутим, приметно је да је мало порадио на подизању државно-управног строја. Управу над поседима из забачених крајева углавном је препуштао својим вазалима. У замену за то, они су обављали своје дужности и пружали своје услуге држави. То, наравно, није могло остати без последица. Снага Стефановог угледа била је прилична, што се, пак, није могло рећи за његову земљу. Штавише, поменути ауторитет није био уставне, већ варљиве природе што је почивала на Стефановој личности.
Твртко је имао свега петнаест година када је започео своју владавину, а неколико обласних племића осећало је потребу да га служи. Пошто није било те силе у стању да га подреди владарском положају, племство је било слободно да дејствује према личном нахођењу. Испоставило се да је велика „држава“ Степана II била вештачка творевина пролазне природе. Распарчала се на неколико делова које је требало поново довести у целину. До успостављања централног ауторитета могло је доћи једино оружаним покоравањем непослушног племства. Но, проблем је био тај што је највећи део снага за ову сврху долазио управо из редова тог племства. А међу њим било је много оних који су одабрали да остану по страни. Ако би се и латио мача, Тврткови изгледи на успех почивали би на војсци са његовог поседа и на пратњи оног племства које би се определило за њега. Под Твртковом контролом били су само његови породични поседи и вероватно ситно племство из средишњег дела бановине. Пред њим је, међутим, био велики задатак. Требало је обезбедити лојалност других крајева који су се отцепљивали од његове државе.
Овакво стање ствари пружило је угарском краљу прилику да интервенише и покуша да поново успостави изгубљену контролу над једним делом бановине или над читавом њеном територијом. Слаб и неискусан Твртко се тако нашао у ситуацији из које је, како је могло некима изгледати, било немогуће изаћи као победник. Све док се држава налазила у расулу, обрачун са Угрима био је немогућ. А Угри су радили све што су могли како би подстакли осамостаљено босанско племство на кидање и последње везе са баном. Угарски краљ је куповао лојалност многих бивших вазала Степана II са севера Босне, а нарочито разједињених Хрватинића, господара Горњих Краја. Због таквих околности Твртко је би присиљен да на обнови државе ради постепено и опрезно. У том циљу, неретко је морао да уложи већи улог од краља.

## Нагодба са Лајошем
Угарски краљ Лајош оженио се босанском принцезом Јелисаветом јуна 1353, непосредно пред смрт њеног оца Стјепана II. Касније је „на основу баштинских права госпође млађе краљице Јелисавете“ захтевао од Твртка да му преда „сву земљу Хумску са свим тамошњим утврђеним градовима“. Будући да Твртко првобитно није могао да стекне довољну подршку свог племства, Лајош је био у прилици да га натера на посету Угарској 1357. и предају ових територија истој. Тако је Лајош коначно повратио све хрватске земље које је његов отац изгубио, а Стјепан II припојио Босни. Заузврат, Лајош је Твртку и његовом млађем брату Вукићу потврдио власт над Босном и Усором и то, како се дознаје из писма архиђакона бежинског Гала, под следећим условима:
- „да бан из земље истера патарене и јеретике“
- „да исказује потпуну верност господину краљу“
- „да служи у сваком његовом походу кад господин краљ буде затражио то од њега“
- „да ће он сам или његов брат да стално бораве на краљевском двору“

Хум и Доњи Краји из разумљивих разлога избачени су из титуле коју му је Лајош потврдио. У ово време пада папина појачана агитација за покретање крсташког похода на босанске јеретике. Твртко се нашао пред великом опасноћу: ако би покушао да пређе угарског краља, овај би могао да се одазове папином позиву и нападне Босну. Босански епископ у Ђакову Перегрин Саксонац (лат. Peregrinus de Saxonia), који је могао да одбрани Босну, био је мртав, а на његово место је сео угарски клерик Петар Шиклоши. Још једном, папска и угарска писма указују на јеретике, босанске јеретике и патарене. Лудовик 1358. спомиње „јеретике и патарене у нашој краљевини Босни“.
Твртко се 1358. изгледа вратио методама уобичајеним за слабе странке у борби за власт и покушао да организује некакву заверу. Шиклоши је изгледа пресрео Твртково писмо упућено лектору босанске цркве у Ђакову Јовану (лат. Johannes lector ecclesiae Bosnensis). Лектор је на саслушању признао да је, „не знајући којим је духом вођен након што је замрзео … пречасног оца господина Петра, свог старешину и прелата“, жудео за тим да му се „по сваку цену освети“, па је због тога „погубно и ревносно“ тражио са баном Твртком, „у коме је препознао краљевог такмаца и очитог заштитника јеретика“, којим путем и на који начин да спроводе своје замисли у дело.
За унутрашње ствари у Босни од 1357, када се Твртко потчнио Лајошу, до 1363, када је избио рат са Угарском, нема извора.

## Ратовање са Угрима
Није до краја познат стварни узрок овог рата. Сам Лајош у једној повељи пише да је одредио архиепископа острогонског Николу и палатина Николу Конта (лат. Nicolaus Conth) да пођу „на Усору“ и искорене из Босне „безбројно мноштво јеретика и патарена“. Код Јована архиђакона од Кикилеа (лат. Ioannes archidiaconus de Kikilew) пише да их је Лајош послао „да сатру дрскост неких побуњеника“. Ово последње ће бити вероватније. Наиме, као што је опште познато, Угарска је полагала право на ову земљу.
Угри су у два наврата напали север Босне:
- У првом наврату напали су Доње Краје, чији су се господари поделили међусобно. Једни су стали уз Твртка, а други уз Угре. Са овим нападом доведена је у питање лојалност неких племића. Влатко Вукославић, до тада лојалан Твртку, предао је непријатељу важну тврђаву Кључ. Међутим, Твртку тада „верно послужи“ војвода Вукац Хрватинић (Влькць Хрьватиникь) који одбрани од Угра Соко Град у Пливској жупи. После тога угарска војска је морала да се повуче. Неколико година касније Твртко је војводи Вукцу „за његову верну службу у оно време, када се подвиже на ме угарски краљ Лајош, и приходи у Плеву под Сокол“ доделио „град у Плеве у уме Сокол са всом Плевом“;[20] вероватно је то била цена његове лојалности бану.
- До другог напада Угара дошло је септембра месеца исте године, поход је био уперен на Усору, а предводио га је палатин Николо Конто и острогонски надбискуп. Још једном се босанска одбрана показала успешном. Овог пута Угри су заустављени код тврђаве Сребрник у Усори која је издржала велики напад, а том приликом у угарском логору нестао је држави печат којег је носио канцелар, острогонски надбискуп Никола.[25] Тако је некако између 1358. и 1363. Твртко довољно ојачао да одоли спољној претњи. Извори, међутим, не говоре ништа о његовим напорима у том правцу.

## Побуна племства
Убрзо после истеривања Угара из Босне, фебруара 1366. босанско племство се дигло на Твртка, приморавши га тако да побегне на угарски двор. Угарски краљ примио је свог дојучерашњег непријатеља. Побуњено племство уздигло је Твртковог млађег брата Вука на босански престо. Не зна се тачно да ли је он покренуо ову акцију или је био само нечија марионета.
Прихвативши поново угарско сизиренство, Твртко је добио помоћ од Угарске и вратио се у Босну марта месеца. До краја месеца повратио је неке делове своје државе, али не све. Имао је подршку господара Доњих Краја. У овај сукоб укључили су се разни племићи. Мењали су стране како је коме то одговарало. Најзначајнија пребеглица у овом сукобу био је Санко Митленовић, водећи хумски великаш под чијом влашћу се налазио велики део Хума између Невесиња и Коњица и обале. У другој половини 1367. он се нагодио са Твртком, па је закључен мир којим је Санко задржао своје поседе, али поново признао Тврткову супрематију.
До краја 1367. Твртко је повратио своју бановину, а Вук је био у егзилу из ког је стао да тражи помоћ са стране, нарочито од папе, који је позивао на крсташки рат против Босне. Међутим, ништа од Вукових и папиних замисли није се остварило, јер је уз Твртка био угарски краљ. До 1374. Вук се измирио са Твртком. Наредних година Вук је остао у Босни као млађи бан; једини трагови његовог присуства из ових година јесу повеље које је он одобрио.
До почетка 70-их година 14. века Твртко је толико ојачао да је почео да се меша у међусобне сукобе српског племства.

## Претензије на престо Србије
Твртко је са српским обласним господаром кнезом Лазаром Хребељановићем био у добрим односима. У то време кнез Лазар је био господар Моравске Србије и исто као Твртко сусед моћног и агресивног жупана Николе Алтомановића, чија се власт ширила од Рудника до Јадранског мора, дуж Дрине, Гацка, Билеће и Требиња. Никола Алтомановић је у побуни властеле у Босни директно помагао Твртковог брата Вука, борио се са Дубровчанима, а самом Лазару је отео Рудник. Имао је претензије да се дочепа Призрена и да буде главни господар српских земаља.
У коалицији са кнезом Лазаром Твртко је успео да сруши Николу Алтомановића и дође у посед великог дела његових територија. На тај начин је постао сусед Балшићима, осионим господарима Зете и горње Албаније. Ови су после погибије браће Мрњавчевића у Маричкој бици Балшићи проширили своју власт на Пећ и Призрен. Извукли су корист и од рушења Николе Алтомановића, загосподаривши залеђем Дубровника (Требињем, Конавалима и Драчевицом); због тога ће доћи у сукоб са босанским баном, који је такође истицао своје право на дубровачко залеђе, позивајући се на своје немањићко порекло.
Почетком 1377. (у јануару или првој половини фебруара) преотео им је Требиње, Конавле и Драчевицу, што је навело Ђурђа Балшићa (срп. Гюргь Балшикь) на пљачкање Босне све до Невесиња. Ђурђевом смрћу Твртко је ослобођен бриге с те стране, а власт над територијама заузетим 1377. осигурана. Уз то, и преостало приморје између Которског залива и територија заузетих 1377. потпало је под власт босанског владара. Твртко је тако постао господар јадранског приморја између Котора и Дубровника (без тих градова, разуме се). Тим освајањима, нарочито оним дуж Дрине и Лима, повећао се још више удео православних (српских) свештеника, монаха, верника и цркава под влашћу босанског владара.
Као господар једног дела некадашњих немањићких поседа, Твртко је сматрао себе јединим легитимним настављачем њихових државних традиција. Видевши, како сам каже у једној повељи, земљу својих предака Немањића „по њих остављшу и не имушту својего пастира“, одлази „в србскују земљу“, желећи „укрепити престол родитељ мојих“ који „в земљнем царстве царствоваше, и на небесноје царство преселили се“.

## Борбе за Хрватску и Далмацију
Док се угарски краљ Лајош бавио питањем добијања пољске круне (1370), Твртко почиње да испољава претензије дуж Јадранске Обале до Задра. У почетку је слао угледне трговце и занатлије, а са њима су пристизале бројне породице које су заузимале поља. Далматинска хроника биљежи да је 1371. године у Далмацију пристигло много српског народа. Заузели су и утврдили се у бријеговитим странама Далмације. Недуго затим 1375. године заузимају толико посједа око града Трогира, да су се градске власти морале силом запријечити да не заузму и сам град Трогир, пише Луције. За кратко вријеме постали су важан глас у свим јавним дјелима Задра, Шибеника, Обровца. Захваљујући овим српским сеобама под Твртком утврдиле су се у Далмацији већ постојеће српске насеобине. Након насилне смрти угарског краља Карла Драчког фебруара 1386. године, политичка сцена је била подељена. У хаотичном стању у којем се нашла Угарска, Твртко се одлучио приклонити Карловим присталицама на чијој је страни уз његово одобрење деловао војвода Хрвоје Вукчић. Пошто је доживљен неуспех у постављању Ладислава Напуљског за краља, на угарски престо долази Жигмунд Луксембуршки 1387. године. Нови краљ је одмах ударио на политичке противнике, а његовим противницима помогли су Твртко и кнез Лазар.
Одлучивши се на борбу против Жигмунда, краљ Твртко је обновио уговоре са Дубровником априла 1378, који је тада био на страни Жигмунда. Своје снаге је усмерио на северну Далмацију. Први град који је признао краљеву власт био је Клис, седиште породице Шубић. Грађани су понудили краљу град под условом да им се признају све привилегије које су раније добили од Шубића и уживали све до тада, односно до 22. јула 1387. године. Затим су освојени градови Врана и Омиш, освајањем Вране отворена су врата за даља наступања према Сплиту и осталим градовима. Децембра месеца под краљеву власт потпала је и Островица, а почетком 1388. освојен је и Книн. Од Твртковог доба Книн постаје српским мјестом, „и од тог времена Книн заузима мјесто међу српским градовима, и зове се српским мјестом“.

## Место и време крунисања
За место крунисња узима се манастир Милешева, а за време Митровдан односно 26. октобар 1377. године. Владимир Ћоровић о Твртковом крунисању у дјелу „Историја српског народа“ пише:
После успеха постигнутих против Алтомановића и Балшића решио је Твртко да своје дело крунише и видно. У Милешеву, над гробом Св. Саве, вероватно на Митровдан 1377, крунисао се Твртко за краља "Срблнємь и Боснě и Поморих и Западнимь Странамь". Крунисање није извршено у Жичи, по старој традицији Немањића, по свој прилици за то, што се она није налазила у Твртковој власти, али је Милешево, са гробом Св. Саве, чији је култ међу Србима био већ знатно развијен, и као задужбина Немањића изабрано намерно да се нагласи то везивање за старо наслеђе. Од тада, он се, по обичају српских владара, назива Стефан Твртко; на свој двор доводи посебног логофета из Рашке и с њим српске краљевске обичаје; од Дубровчана прима 2.000 перпера светодимитарског дохотка који су они дотле плаћали српским владарима. 
Сам Твртко у повељи Дубровчанима од 10. априла 1378. каже: „ … и идох в србскују земљу … и тамо шдшу ми венчан бих богом дарованим ми венцем на краљевство преродитељ мојих“, тј. Немањића. Мавро Орбин у своме делу „Краљевство Словена“ наводи да је крунисан „од стране митрополита манастира Милешеве и његових монаха у цркви поменутог места“. Иван Лучић у трећој глави четврте књиге „О Краљевству Далмације и Хрватске“ пише:
Према Орбину, Стефан је док је био жив употребљавао титулу бана, а његовог синовца, такође Стефана, званог Твртко, наследника Бановине, Лајош, краљ Угарске, обдарио је босанском круном… Тако је, дакле, босански бан, уз помоћ и дозволу сродника и зета Лајоша, узео титулу ’од Краљевства Рашке’, али пошто су он и његови наследници боравили у Босни, називани су краљевима Босне. Први помен овог краља Рашке пронађен је у писму Марије, краљице Угарске, упућеном Дубровчанима [1383. године].
 Фарлати пише на основу Орбина и Лучића:
Пошто је поразио домаће и стране непријатеље, Твртко је уз пристанак свог зета краља Лајоша, узео 1376. године титулу краља Босне. Пошто му је уз свечану помпу и приредбу митрополит, или којновијарх василијевског манастира Милешеве предао краљевске инсигније, изабрао је да се зове Стефан Мирча. Међутим, када је у оним ратовима, које је Лајош водио против краљева Србије, задобио мноштво присталица и заузео део Рашке, придодао је себи титулу краља Рашке, пре свега зато што је после смрти последњег српског краља Вукашина ово краљевство, које су делом заузели Турци, а делом суседни господари, остало без свог краља. Зато се у својим повељама титулише као Стефан Твртко по милости божјој краљ Рашке, Босне, Приморја (тј. области Захумља која се простире све до мора, коју је касније поверио кнежевима из породице Хранић) итд.
Што се тиче датума крунисања, дуго је била прихваћена Орбинова година, тј. 1376. Тако Лучић пише: „Како Орбин наводи, том приликом, после пораза Вукашина краља Рашке, бан Босне је добио одрешене руке, те узео титулу 1376. године. Наиме, пронађен је податак да је 1374. године Твртко, син Јелене, још имао титулу бана Босне“ (qua occasione Banum Bosnae victo Vuchasino Rege Rasciae titulum sumpsisse conjici potest anno 1376. ut Orbinus refert, cum anno 1374 Tuartkum Helenae filium adhuc Banum Bosnae titulum habuisse memoria reperiatur). Тек је објављивањем „Српских споменика“ Константина Јиречека тај датум доведен у питање. На основу грађе из Дубровачког архива, Јиречек је утврдио да је Твртко крунисан негде између 23. фебруара и почетка новембра 1377. Пошто је одредио terminus ante quem non nоn и terminus post quem nоn, у својој „Историји Срба“ написао је да се крунисање одиграло негде у лето 1377. Не само што је после тога прихваћена 1377, него је, штавише, било покушаја да се тај догађај временски још ближе одреди. Тако је нпр. Динић допустио могућност да је Твртко крунисан на дан светог Димитрија.
Исто тако, не може се тачно одговорити ни на питање о каквој се круни овде ради. Јиречек сматра да је Твртко по свој прилици крунисан „старом круном Стефана Прововенчанога“. Ћоровић помишља на „неки нов венац који је бог даровао лично њему“. Међутим, како подсећа Ћирковић, ни један ни други закључак не почива на поузданим темељима.
После Твртковог крунисања за краља 1377. и владалачка титулатура се променила. Док је пре крунисања називао себе „ми Твртко, милостију божијом бан босански“, односно „nos Tuercho dei gratia Bozne banus“, после крунисања његова титула већ гласи „ми о Христе Исусе благоверному и богом постављеному Стефану, краљу Србљем и Босне и поморију и западним странам“.
Твртко се крунисао за краља и преузевши традиције српског краљевства преузео и примање највећег трибута српских владара, Српског или Светодмитарског дохотка (1378), Стонски доходак је био највећи владарски трибут босанских банова.
Након крунисања Твртко је на великом владарском двостраном печату, у лијеви грбовни штит који окружује лик владара смјестио хералдички мотив двоглавог орла, који је са одређеним измјенама користио и краљ Дабиша.

## Подизање Новог
После смрти краља Лајоша Великог 1382, угарска краљица, да би за себе придобила Твртка, уступа му град Котор 1385. године. Твртко је нарочито ишао за тим, да Босна добије свој излаз на море и да се одвоји зависности од дубровачке луке. Због тога је он 1382. године подигао град Нови као утврђено пристаниште краљевине Босне. Првобитно му је дао име Свети Стефан у славу и спомен Светог Првомученика Стефана, али је град после неког времена град добио назив Нови. Са појавом првих трговачких бродова, који су почели пристизати у тек основано насеље и преносити со, настају прве тешкоће. Дубровник, који сматра трговину и пренос соли својим монополом, нову Тврткову тврђаву схвата као опасну привредну конкуренцију. Локација за подизање града одабрана је пажљиво и према потребама Тврткове државе. Локалитет одређен за подизање града налазио се на северној страни улаза у залив Бока которске у жупи Драчевици. Градња прве тврђаве започела је крајем маја 1382. године, а завршена је септембра исте године. Прво утврђење налазило се на самој обали Топаљског залива. Локација градског терена била је повољна за одбрану од евентуалног нападача, што је у том периоду био значајан фактор. Поред тога, у непосредној близини града постојали су повољни услови за пристанак бродова и градњу луке. У близини града на речици Суторини подигнут је трг соли са складиштима, а прве лађе натоварене сољу долазе већ у августу 1382, што је за нови град значило и почетак његовог живота. Нови је подигнут са тачно дефинисаним циљем и наменом, а то је да буде трг соли.
Краљ Твртко I на изричите захтјеве Дубровчана, 2. децембра 1382. године укида трг соли смјештен под Новим у жупи Драчевици. Дубровчани су укидање правдали тиме да по старим уговорима није била дозвољена продаја соли осим на четири мјеста која су за то одраније одређена: у Дубровнику, Дријевима, Котору и Св. Срђу.
Међутим, већ следеће године Твртко је поново подигао солану и трг соли у Новом. Због тога је Дубровник послао властелу Петра Гундулића и Стефана Лукарића у Будим да туже босанског краља краљици Марији. Саслушавши њихове тужбе, краљица Марија је априла 1383. издала наредбу којом забрањује својим поданицима из Далмације и Хрватске да извозе вино и со у Нови.

## Борбе са Турцима
Добитком Котора 1385. Твртко се није задовољио, него се заносио мишљу да добије цијелу Далмацију. Као први град заузима Клис 1387. огњиште Шубићеве породице. Његове акције омели су за извесно вријеме напади Османлија на Србију и Босну. Упади турских снага забиљежени су 1386. године, а први велики бој одиграо се 27. августа 1388. године код Билеће, између османлијских пљачкашких одреда предвођених Лала Шахином (који је предводио Османлије у победи на Марици 1371. године) и одреда Краљевине Босне које су предводили Влатко Вуковић и Радич Санковић. Окончала се потпуним поразом Османлија у коме се и сам Лала Шахин једва спасао бјекством, док су губици у побједничким редовима били незнатни.
Краљ Твртко који је директно владао српским земљама које су се налазиле лијево од Дрине, а титуларно и духовно био краљ свих Срба и баштиник традиција свете породице Немањића, увидио је опасност која му је пријетила са истока. Због тога напушта започето освајање градова Далмације, и своју војску шаље на Косово Поље у одбрану своје краљевине и народа. У бици на Косову пољу 1389. Твртко шаље у помоћ кнезу Лазару један дио војске предвођен војводом из Хума Влатком Вуковићем, чланом породице Косача из које је потекао и војвода од Светог Саве, Стефан Вукчић Косача по којем ће Херцеговина добити име. Према традицији, војска Краљевине Босне је у бици држала лијево крило. По повратку из битке, војвода Вуковић извјестио је Твртка да је побједа била на хришћанској страни. Нема никакве сумње да је Твртко ушао у рат са Турцима који је довео до битке на Косову, као српски краљ, обавезан да штити земље родитеља и прародитеља својих, господе српске.
У име Фирентинске републике Твртку је на победи честитао канцелар Колучо Салутати у писму од 30. октобра 1389:
Срећна босанска краљевина, којој је било дато да бије тако славан бој и да таку победу одржи десницом Христовом. Срећан и онај дан и блаженог Вида пресветог мученика славна и поштовања достојна успомена, на који би дато победити оног најжешћег непријатеља. Срећне, пресрећне оне руке дванаест заклетих велможа, који су, продрвши кроз чете непријатељске, и кроз веригама сапете у наоколо расположене камиле, отварајући себи мачем пут, до самог Амуратовог чадора јуначки допрли. Срећан и онај преко свију, који је војводу тако силног, ударивши га мачем у грло и у трбух, снажно погубио; а блажени и сви они, који су славним начином мучеништва, као жртве погинулом вођи, над оном грдном лешином, живот и крв излили! Али од свију најсрећније је Ваше Величанствен, које је освештано тако славно победом, које спомен никад неће угинути, и за коју је, ако је Свемогући као што се побожно веровати има, борцима и јунацима правог Христа, царство божије приуготовио, спремљена она права и бесконачна слава.
Као велики државник, вјеран у одржавању савеза, краљ Твртко је предвидио да је напад на Лазара у ствари напад на слободу балканских хришћанских држава и да би други удар, после пада Лазареве државе, био неминовно намијењен њему и паду Краљевине Босне. Због тога, Твртко стаје уз Лазара и за борбу на Косову шаље помоћну војску са својим најбољим војсковођом, војводом Влатком Вуковићем. Уз ту војску стигле су и јединице под командом Ивана Палижне који се у година прије битке на Косову одметнуо од мађарске краљице, а ријешен на борбу, потражио помоћ код сусједа и ступио у везу са Твртком. Иван Палижна, који је постао Твртков намјесник у старој хрватској држави и пренио своје сједиште у Клис, био је човек на кога се Твртко могао потпуно ослонити, што је резултирало и борбом Палижне и његових јединица на страни хришћанске војске.
О Твртковим борбама са Турцима др Сана пише: “Твртко је разумио праву опасност која је лежала у јуришном напредовању турских хорда. Да би им могао да се супротстави са једном одговарајућом великом снагом, он је хтио да по други пут створи великосрпско царство”. 

## Борбе за Хрватску и Далмацију (1390—1391)
У лето 1390. године Твртку се покоравају градови Сплит, Трогир, Шибеник и острва Брач, Хвар и Корчула. Твртко је стварно владао далматинским градовима, осим Задра (Млечани су одбили да му пруже помоћ) и највећим делом приморја. Прво је покорност краљу изрекао Сплит, који је тражио да то буде под часним условима. Видјевши да је Сплит имао успјеха у својим преговорима, његов примјер следили су Шибеник, Брач, Хвар, Корчула и Трогир. Босна је за вријеме Твртка обухватала највећи део источне јадранске обале: од Задра до Бококоторског залива, искључујући, разуме се, Дубровник, који је и даље био под врховном влашћу угарског краља. После тога је своју титулу променио у краљ Срба, Босне, Далмације, Хрватске и Приморја, са којом се први пут јавља у трогирским биљешкама 10. јула 1390. године.
Краљ Твртко I Котроманић, на молбу шибенских посланика Дујма Журатића и Ивана Наплавића, потврђује Шибенчанима привилегије, слободе и милости које су им додијелили угарски краљеви, на првом месту Лајош I граду Шибенику, који је признао његову власт и ставио се под његову заштиту, Твртко је потврдио права, законе и обичаје, задржавајући за себе само приходе од соне коморе и тридесетнице. Шибенчанима је доделио и половину села Хумљани. Издавању повеље претходила је заклетва Шибенчана на верност Твртку, издата у форми исправе у два примјерка (по један на латинском и словенском језику).
Далматински историчар Натко Нодило у свом делу „Први љетописци и давна хисториографија дубровачка“, ЈАЗУ, Загреб, 1883, свеска 65, о Твртку каже: "… По ископу правих Немањића, Твртко њихов потомак по танкој крви, казивао им се баштиником, и тежио са њиховом моћи, те узео себи српски доходак од 2000 перпера из Дубровника… Ваљда нема српскога владара, који би, у повељама и у писмима, поузданије и усрдније од Твртка говорио о Дубровчанима."
Твртко је умро 10. марта 1391. Грађански рат у Угарској настављен је несмањеном жестином, а у Босни је међу разним припадницима Тврткове породице уследила борба за власт. Његов гроб у Милама код Високог археолошки је пронађен у изузетно добром стању; преко каменог лијеса још увијек је био пребачен краљевски плашт с грбовима извезеним у златном брокату.

## Јачање православља у Далмацији
За вријеме владавине краља Стефана Твртка у сјеверној Далмацији отваране су бројне цркве ради православног богослужења, од којих вриједи споменути цркву св. Јована у Брибиру, и цркву у Клису. Православље је тада напредовало како у Далмацији тако и у Босни. Тада се подижу нове српске православне општине у Скрадину, Брибиру, Клису, поред старијих грчких које су биле у Сплиту, Задру, Шибенику; а касније постају општине: книнскопољска, пађенска, голубићка, полачка, цетинска. У Летопису Симеона Кончаревића под 1390. годином забележено је следеће:
краль Стефанъ Твердко бяше орудіе Божіяго Промысла ради утвержденія нашея святыя православныя вѣры въ нашемъ отечаствіи.

## Верска припадност
Око питања Тврткове верске припадности у науци се много расправљало, али на њега није дат јединствен одговор. Узрок томе јесте осим оскудице у изворима и уплив различитих црквених и политичких кругова у решавање питања.
У савременим изворима наводи се да је Твртко током једног дела своје владавине с једне стране прогонио католике, а с друге подржавао православце и богумиле. Босанска црква у Ђакову видела је у Твртку „очигледног заштитника јереси“. У писму папе Урбана V од 14. децембра 1369. упућеном угарском краљу Лудовику I за Твртка се каже да „иде мрским стопама својих претходника, и подржава и брани јеретике у тим крајевима (тј. Босни), који се са разних страна света сливају (у Босну) као у какав смрдљив сливник“. На другачији закључак упућују Тврткове повеље. У повељи од 13. фебруара 1355. коју је издао у Ђакову у присуству босанског бискупа Перегрина Саксонца и новог босанског викара Франческа из Фиренце, Твртко назива поглавара босанске цркве, Перегрина, својим духовним оцем (spiritualis patris nostri). У повељи из 1390. којом потврђује сплитској надбискупији сва стара права њеног поглавара, надбискупа Андрију Гвалда, назива својим вјерним савјетником и духовним капеланом (fidelis consiliarius et capellanus noster spiritualis).
Од времена крунисања Твртка за краља у владарским босанским повељама верске формуле и заклетве су углавном православног карактера, а пре тога верске формуле владарских повеља биле су правоверне са становишта и православне и римокатоличке цркве.
На основу извора ненаклоњених Твртку неки каснији историчари су заснивали своје закључке. Тако настављач Баронијевих црквених анала, Одорико Риналди, под 1369. годином наводи, између осталог, следеће: „У Босни, када се католичка вера из дана у дан ширила, старији бан (Твртко), расколник (православац), прогнао је млађег брата Стефана, католика“ (In Bosnia, cum religio catholica in dies effloresceret, Banus senior schismaticus fratrem Stephanum iuniorem catholicum insectatus est). Затим преноси горе поменуто писмо папе Урбана V угарском краљу Лајошу. Након тога пише како је папа замолио угарског краља „да заштити Стефана од насиља његовог брата јеретика (богумила)“ (ut a fratris haeretici iniuriis Stephanum vindicaret).
Данијеле Фарлати у четвртом тому свог капиталног дела „Свети Илирик“ пише: „Када се овај (Твртко) уплео у грехе и грчку схизму, одродио се од стричеве врлине и религије, јеретицима је пружао уточиште и заштиту, а католике је којим год начином је могао узнемиравао“. У даљем излагању преноси опис пожара у Босни 1367. по Сплићанину Кутену и закључује: „Али Твртко иако уплашен овим чудесом и обузет тугом није попустио ништа према католицима“ (Nec vero Tuartkus hoc prodigio territus de sua in catholicos acerbitate quidquam remisit). После описивања Твртковог крунисања, Фарлати пише: „Затим се или на заповест или на опомену Лајоша, од кога је примио краљевску титулу, уздржао од прогањања католика. После Лајошеве смрти био је заузет грађанским ратовима, те није сметао босанском католицизму, нити му је био од користи. Дознао сам да у преосталом делу живота није узнемиравао или злостављао вршиоце латинског обреда и римску цркву.“
Папски архивар Пјетро Балан у књизи „Католичка црква и Словени у Бугарској, Србији, Босни и Херцеговини“ пише: „И Босна гдје се толики труд улага, да се сачува чиста од манихеизма, паде у руке Твртку владару шизматику … Показао се охолим и таквим који не трпи узда, те је штитио шизматике и противан био католиком, прогонио је паче властитога брата Стјепана зато, што је био католик… Даде се окрунити од схизматичкога патријархе и назове се Стјепан Твртко I. краљ Босне и Расије.
Хрватски историчар Стипан Златовић пише исто: „бана Стјепана наслиједи Твртко, одлучни приврженик грчке цркве … Фрањевци се тада налазише у разним незгодама, па и у погибељи самог опстанка, кад им бијаху ускраћене обичне милостиње о којих су једино живјели, без баштина и икојих посједа, да их тиме присиле: или се из земље иселити или од глади и потребе изгинути“.
Рачки пише да је Твртко „сљедио вјеру свога оца тј. источну цркву“ и да је под њим она „не само у Босни подупирана била државном влашћу, него си тијем нов углед и уплив стече“.
Глушац, полазећи од тога да је „црква босанска“ заправо била православна, сматра све босанске владаре, изузев Томаша и његовог сина Стефана Томашевића, православним хришћанима.
Академик Радојчић пише да је Твртко био православац када се крунисао за краља у манастиру Милешева. Да би се крунисао за краља у православном манастиру морао је бити православац. Он пише: „Ако је постоја сумња о његовом православљу, он ју је морао пре крунисања разбити“. 
Пурковић додуше признаје да не постоји извор „који би нас однео на прави пут, који би сигурно и поуздано решио ово спорно питање“, али ревносно искључује сваку помисао на то да је Твртко био католик.
Руварац сматра да је Твртко „крштен и од своје мајке Јелене Шубићеве васпитан у вјери католичкој“ и да је и „као бан и као краљ остао католик све до своје смрти“, али га се уопште не тиче „да ли је он био добар и ревњив католик“.
Ћоровић је такође мишљења да је Твртко по вери био католик, али истиче „да је то крунисање у Србији, за српског краља, била не приватна него јавна ствар и да је због тога верски моменат у том питању требало да се цени другачије“.
Феслер пише да је Твртко био унијата односно „ревностан присталица грчко-сједињене цркве“ (ein eifriger Anhänger der griechisch-unirten Kirche),
Међу Србима је данас уврежено да је Твртко био велики православац. Српска православна црква наводи да је крсна слава краља Стефана Твртка Првог Котроманића Свети архиђакон Стефан.

## Породица

### Породично стабло
| \| \| \| \| \| \| \| \| \| \| \| \| \| \| 16. Радивој \| \| \| \| \| \| \| \| \| \| \| \| \| \| \| \| \| \| \| \| \| \| \| \| \| \| \| \| \| \| \| \| \| \| \| \| \| \| \| \| \| \| \| \| \| \| \| \| \| \| \| \| \| \| \| \| \| \| \| \| 8. Пријезда I Котроманић \| \| \| \| \| \| \| \| \| \| \| \| \| \| \| \| \| \| \| \| \| \| \| \| \| \| \| \| \| \| \| \| \| \| \| \| \| \| \| \| \| \| \| \| \| \| \| \| \| \| \| \| \| \| \| \| \| \| \| \| \| \| \| \| \| \| \| \| \| \| \| \| \| \| \| \| \| \| \| \| \| \| \| \| \| \| \| \| \| \| \| \| \| \| \| \| \| \| \| \| \| \| \| \| \| \| \| \| \| \| \| \| \| \| \| \| \| \| \| \| \| \| \| \| \| \| \| \| \| \| \| \| \| \| \| \| \| \| \| \| \| \| \| \| 4. Стефан I Котроманић \| \| \| \| \| \| \| \| \| \| \| \| \| \| \| \| \| \| \| \| \| \| \| \| \| \| \| \| \| \| \| \| \| \| \| \| \| \| \| \| \| \| \| \| \| \| \| \| \| \| \| \| \| \| \| \| \| \| \| \| \| \| \| \| \| \| \| \| \| \| \| \| \| \| \| \| \| \| \| \| \| \| \| \| \| \| \| \| \| \| \| \| \| \| \| \| \| \| \| \| \| \| \| \| \| \| \| \| \| \| \| \| \| \| \| \| \| \| \| \| \| \| \| \| \| \| \| \| \| \| \| \| \| \| \| \| \| \| \| \| \| \| \| \| 9. Јелисавета Славонска \| \| \| \| \| \| \| \| \| \| \| \| \| \| \| \| \| \| \| \| \| \| \| \| \| \| \| \| \| \| \| \| \| \| \| \| \| \| \| \| \| \| \| \| \| \| \| \| \| \| \| \| \| \| \| \| \| \| \| \| \| \| \| \| \| \| \| \| \| \| \| \| \| \| \| \| \| \| \| \| \| \| \| \| \| \| \| \| \| \| \| \| \| \| \| \| \| \| \| \| \| \| \| \| \| \| \| \| \| \| \| \| \| \| \| \| \| \| \| \| \| \| \| \| \| \| \| \| \| \| \| \| \| \| \| \| \| \| \| \| \| \| \| \| 2. Владислав Котроманић \| \| \| \| \| \| \| \| \| \| \| \| \| \| \| \| \| \| \| \| \| \| \| \| \| \| \| \| \| \| \| \| \| \| \| \| \| \| \| \| \| \| \| \| \| \| \| \| \| \| \| \| \| \| \| \| \| \| \| \| \| \| \| \| \| \| \| \| \| \| \| \| 20. Стефан Урош I \| \| \| \| \| \| \| \| \| \| \| \| \| \| \| \| \| \| \| \| \| \| \| \| \| \| \| \| \| \| \| \| \| \| \| \| \| \| \| \| \| \| \| \| \| \| \| \| \| \| \| \| \| \| \| \| \| \| \| \| \| \| \| \| \| \| \| \| \| \| \| \| 10. Стефан Драгутин \| \| \| \| \| \| \| \| \| \| \| \| \| \| \| \| \| \| \| \| \| \| \| \| \| \| \| \| \| \| \| \| \| \| \| \| \| \| \| \| \| \| \| \| \| \| \| \| \| \| \| \| \| \| \| \| \| \| \| \| \| \| \| \| \| \| \| \| \| \| \| \| 21. Јелена Анжујска \| \| \| \| \| \| \| \| \| \| \| \| \| \| \| \| \| \| \| \| \| \| \| \| \| \| \| \| \| \| \| \| \| \| \| \| \| \| \| \| \| \| \| \| \| \| \| \| \| \| \| \| \| \| \| \| \| \| \| \| \| \| \| \| \| \| \| \| \| \| \| \| 5. Јелисавета Немањић \| \| \| \| \| \| \| \| \| \| \| \| \| \| \| \| \| \| \| \| \| \| \| \| \| \| \| \| \| \| \| \| \| \| \| \| \| \| \| \| \| \| \| \| \| \| \| \| \| \| \| \| \| \| \| \| \| \| \| \| \| \| \| \| \| \| \| \| \| \| \| \| 22. Стефан V Угарски \| \| \| \| \| \| \| \| \| \| \| \| \| \| \| \| \| \| \| \| \| \| \| \| \| \| \| \| \| \| \| \| \| \| \| \| \| \| \| \| \| \| \| \| \| \| \| \| \| \| \| \| \| \| \| \| \| \| \| \| \| \| \| \| \| \| \| \| \| \| \| \| 11. Каталина Арпад \| \| \| \| \| \| \| \| \| \| \| \| \| \| \| \| \| \| \| \| \| \| \| \| \| \| \| \| \| \| \| \| \| \| \| \| \| \| \| \| \| \| \| \| \| \| \| \| \| \| \| \| \| \| \| \| \| \| \| \| \| \| \| \| \| \| \| \| \| \| \| \| 23. Јелисавета Куманка \| \| \| \| \| \| \| \| \| \| \| \| \| \| \| \| \| \| \| \| \| \| \| \| \| \| \| \| \| \| \| \| \| \| \| \| \| \| \| \| \| \| \| \| \| \| \| \| \| \| \| \| \| \| \| \| \| \| \| \| \| \| \| \| \| \| \| \| \| \| \| \| 1. Стефан Твртко I Котроманић \| \| \| \| \| \| \| \| \| \| \| \| \| \| \| \| \| \| \| \| \| \| \| \| \| \| \| \| \| \| \| \| \| \| \| \| \| \| \| \| \| \| \| \| \| \| \| \| \| \| \| \| \| \| \| \| \| \| \| \| \| \| \| \| \| \| \| \| \| \| \| \| 24. Стјепко II Шубић Брибирски \| \| \| \| \| \| \| \| \| \| \| \| \| \| \| \| \| \| \| \| \| \| \| \| \| \| \| \| \| \| \| \| \| \| \| \| \| \| \| \| \| \| \| \| \| \| \| \| \| \| \| \| \| \| \| \| \| \| \| \| \| \| \| \| \| \| \| \| \| \| \| \| 12. Павле I Шубић \| \| \| \| \| \| \| \| \| \| \| \| \| \| \| \| \| \| \| \| \| \| \| \| \| \| \| \| \| \| \| \| \| \| \| \| \| \| \| \| \| \| \| \| \| \| \| \| \| \| \| \| \| \| \| \| \| \| \| \| \| \| \| \| \| \| \| \| \| \| \| \| 25. неименована, из лозе Арпадовићи \| \| \| \| \| \| \| \| \| \| \| \| \| \| \| \| \| \| \| \| \| \| \| \| \| \| \| \| \| \| \| \| \| \| \| \| \| \| \| \| \| \| \| \| \| \| \| \| \| \| \| \| \| \| \| \| \| \| \| \| \| \| \| \| \| \| \| \| \| \| \| \| \| \| \| \| \| \| \| \| \| \| \| \| \| \| \| \| \| \| \| \| \| \| \| \| \| \| \| \| \| \| \| \| \| \| \| \| \| \| \| \| \| \| \| \| \| \| \| \| \| \| \| \| \| \| \| \| \| \| \| \| \| \| \| \| \| \| \| \| \| \| \| \| \| \| \| \| \| \| \| \| \| \| \| \| \| \| \| \| \| \| \| \| \| \| \| \| \| \| \| \| \| \| \| \| \| \| \| \| \| \| \| \| \| \| \| \| \| \| \| \| \| \| \| \| \| \| \| \| \| \| \| \| \| \| \| \| \| \| \| \| \| \| \| \| 13. Урса \| \| \| \| \| \| \| \| \| \| \| \| \| \| \| \| \| \| \| \| \| \| \| \| \| \| \| \| \| \| \| \| \| \| \| \| \| \| \| \| \| \| \| \| \| \| \| \| \| \| \| \| \| \| \| \| \| \| \| \| \| \| \| \| \| \| \| \| \| \| \| \| \| \| \| \| \| \| \| \| \| \| \| \| \| \| \| \| \| \| \| \| \| \| \| \| \| \| \| \| \| \| \| \| \| \| \| \| \| \| \| \| \| \| \| \| \| \| \| \| \| \| \| \| \| \| \| \| \| \| \| \| \| \| \| \| \| \| \| \| \| \| \| \| 3. Јелена Шубић Котроманић \| \| \| \| \| \| \| \| \| \| \| \| \| \| \| \| \| \| \| \| \| \| \| \| \| \| \| \| \| \| \| \| \| \| \| \| \| \| \| \| \| \| \| \| \| \| \| \| \| \| \| \| |                                     |  |  |  |  |  |  |  |  |  |  |  |             |  |  |  |
| |                                     |  |  |  |  |  |  |  |  |  |  |  | 16. Радивој |  |  |  |
| |                                     |  |  |  |  |  |  |  |  |  |  |  |             |  |  |  |
| |                                     |  |  |  |  |  |  |  |  |  |  |  |             |  |  |  |
| |                                     |  |  |  |  |  |  |  |  |  |  |  |             |  |  |  |
| | 8. Пријезда I Котроманић            |  |  |  |  |  |  |  |  |  |  |  |             |  |  |  |
| |                                     |  |  |  |  |  |  |  |  |  |  |  |             |  |  |  |
| |                                     |  |  |  |  |  |  |  |  |  |  |  |             |  |  |  |
| |                                     |  |  |  |  |  |  |  |  |  |  |  |             |  |  |  |
| |                                     |  |  |  |  |  |  |  |  |  |  |  |             |  |  |  |
| |                                     |  |  |  |  |  |  |  |  |  |  |  |             |  |  |  |
| |                                     |  |  |  |  |  |  |  |  |  |  |  |             |  |  |  |
| |                                     |  |  |  |  |  |  |  |  |  |  |  |             |  |  |  |
| | 4. Стефан I Котроманић              |  |  |  |  |  |  |  |  |  |  |  |             |  |  |  |
| |                                     |  |  |  |  |  |  |  |  |  |  |  |             |  |  |  |
| |                                     |  |  |  |  |  |  |  |  |  |  |  |             |  |  |  |
| |                                     |  |  |  |  |  |  |  |  |  |  |  |             |  |  |  |
| |                                     |  |  |  |  |  |  |  |  |  |  |  |             |  |  |  |
| |                                     |  |  |  |  |  |  |  |  |  |  |  |             |  |  |  |
| |                                     |  |  |  |  |  |  |  |  |  |  |  |             |  |  |  |
| |                                     |  |  |  |  |  |  |  |  |  |  |  |             |  |  |  |
| | 9. Јелисавета Славонска             |  |  |  |  |  |  |  |  |  |  |  |             |  |  |  |
| |                                     |  |  |  |  |  |  |  |  |  |  |  |             |  |  |  |
| |                                     |  |  |  |  |  |  |  |  |  |  |  |             |  |  |  |
| |                                     |  |  |  |  |  |  |  |  |  |  |  |             |  |  |  |
| |                                     |  |  |  |  |  |  |  |  |  |  |  |             |  |  |  |
| |                                     |  |  |  |  |  |  |  |  |  |  |  |             |  |  |  |
| |                                     |  |  |  |  |  |  |  |  |  |  |  |             |  |  |  |
| |                                     |  |  |  |  |  |  |  |  |  |  |  |             |  |  |  |
| | 2. Владислав Котроманић             |  |  |  |  |  |  |  |  |  |  |  |             |  |  |  |
| |                                     |  |  |  |  |  |  |  |  |  |  |  |             |  |  |  |
| |                                     |  |  |  |  |  |  |  |  |  |  |  |             |  |  |  |
| |                                     |  |  |  |  |  |  |  |  |  |  |  |             |  |  |  |
| | 20. Стефан Урош I                   |  |  |  |  |  |  |  |  |  |  |  |             |  |  |  |
| |                                     |  |  |  |  |  |  |  |  |  |  |  |             |  |  |  |
| |                                     |  |  |  |  |  |  |  |  |  |  |  |             |  |  |  |
| |                                     |  |  |  |  |  |  |  |  |  |  |  |             |  |  |  |
| | 10. Стефан Драгутин                 |  |  |  |  |  |  |  |  |  |  |  |             |  |  |  |
| |                                     |  |  |  |  |  |  |  |  |  |  |  |             |  |  |  |
| |                                     |  |  |  |  |  |  |  |  |  |  |  |             |  |  |  |
| |                                     |  |  |  |  |  |  |  |  |  |  |  |             |  |  |  |
| | 21. Јелена Анжујска                 |  |  |  |  |  |  |  |  |  |  |  |             |  |  |  |
| |                                     |  |  |  |  |  |  |  |  |  |  |  |             |  |  |  |
| |                                     |  |  |  |  |  |  |  |  |  |  |  |             |  |  |  |
| |                                     |  |  |  |  |  |  |  |  |  |  |  |             |  |  |  |
| | 5. Јелисавета Немањић               |  |  |  |  |  |  |  |  |  |  |  |             |  |  |  |
| |                                     |  |  |  |  |  |  |  |  |  |  |  |             |  |  |  |
| |                                     |  |  |  |  |  |  |  |  |  |  |  |             |  |  |  |
| |                                     |  |  |  |  |  |  |  |  |  |  |  |             |  |  |  |
| | 22. Стефан V Угарски                |  |  |  |  |  |  |  |  |  |  |  |             |  |  |  |
| |                                     |  |  |  |  |  |  |  |  |  |  |  |             |  |  |  |
| |                                     |  |  |  |  |  |  |  |  |  |  |  |             |  |  |  |
| |                                     |  |  |  |  |  |  |  |  |  |  |  |             |  |  |  |
| | 11. Каталина Арпад                  |  |  |  |  |  |  |  |  |  |  |  |             |  |  |  |
| |                                     |  |  |  |  |  |  |  |  |  |  |  |             |  |  |  |
| |                                     |  |  |  |  |  |  |  |  |  |  |  |             |  |  |  |
| |                                     |  |  |  |  |  |  |  |  |  |  |  |             |  |  |  |
| | 23. Јелисавета Куманка              |  |  |  |  |  |  |  |  |  |  |  |             |  |  |  |
| |                                     |  |  |  |  |  |  |  |  |  |  |  |             |  |  |  |
| |                                     |  |  |  |  |  |  |  |  |  |  |  |             |  |  |  |
| |                                     |  |  |  |  |  |  |  |  |  |  |  |             |  |  |  |
| | 1. Стефан Твртко I Котроманић       |  |  |  |  |  |  |  |  |  |  |  |             |  |  |  |
| |                                     |  |  |  |  |  |  |  |  |  |  |  |             |  |  |  |
| |                                     |  |  |  |  |  |  |  |  |  |  |  |             |  |  |  |
| |                                     |  |  |  |  |  |  |  |  |  |  |  |             |  |  |  |
| | 24. Стјепко II Шубић Брибирски      |  |  |  |  |  |  |  |  |  |  |  |             |  |  |  |
| |                                     |  |  |  |  |  |  |  |  |  |  |  |             |  |  |  |
| |                                     |  |  |  |  |  |  |  |  |  |  |  |             |  |  |  |
| |                                     |  |  |  |  |  |  |  |  |  |  |  |             |  |  |  |
| | 12. Павле I Шубић                   |  |  |  |  |  |  |  |  |  |  |  |             |  |  |  |
| |                                     |  |  |  |  |  |  |  |  |  |  |  |             |  |  |  |
| |                                     |  |  |  |  |  |  |  |  |  |  |  |             |  |  |  |
| |                                     |  |  |  |  |  |  |  |  |  |  |  |             |  |  |  |
| | 25. неименована, из лозе Арпадовићи |  |  |  |  |  |  |  |  |  |  |  |             |  |  |  |
| |                                     |  |  |  |  |  |  |  |  |  |  |  |             |  |  |  |
| |                                     |  |  |  |  |  |  |  |  |  |  |  |             |  |  |  |
| |                                     |  |  |  |  |  |  |  |  |  |  |  |             |  |  |  |
| |                                     |  |  |  |  |  |  |  |  |  |  |  |             |  |  |  |
| |                                     |  |  |  |  |  |  |  |  |  |  |  |             |  |  |  |
| |                                     |  |  |  |  |  |  |  |  |  |  |  |             |  |  |  |
| |                                     |  |  |  |  |  |  |  |  |  |  |  |             |  |  |  |
| |                                     |  |  |  |  |  |  |  |  |  |  |  |             |  |  |  |
| |                                     |  |  |  |  |  |  |  |  |  |  |  |             |  |  |  |
| |                                     |  |  |  |  |  |  |  |  |  |  |  |             |  |  |  |
| |                                     |  |  |  |  |  |  |  |  |  |  |  |             |  |  |  |
| | 13. Урса                            |  |  |  |  |  |  |  |  |  |  |  |             |  |  |  |
| |                                     |  |  |  |  |  |  |  |  |  |  |  |             |  |  |  |
| |                                     |  |  |  |  |  |  |  |  |  |  |  |             |  |  |  |
| |                                     |  |  |  |  |  |  |  |  |  |  |  |             |  |  |  |
| |                                     |  |  |  |  |  |  |  |  |  |  |  |             |  |  |  |
| |                                     |  |  |  |  |  |  |  |  |  |  |  |             |  |  |  |
| |                                     |  |  |  |  |  |  |  |  |  |  |  |             |  |  |  |
| |                                     |  |  |  |  |  |  |  |  |  |  |  |             |  |  |  |
| | 3. Јелена Шубић Котроманић          |  |  |  |  |  |  |  |  |  |  |  |             |  |  |  |
| |                                     |  |  |  |  |  |  |  |  |  |  |  |             |  |  |  |
| |                                     |  |  |  |  |  |  |  |  |  |  |  |             |  |  |  |

### Супружник
| име                       | слика | датум рођења | датум смрти |
| ------------------------- | ----- | ------------ | ----------- |
| Краљица Доротеја Видинска |       |              | 1390.       |

### Дјеца
| име         | слика | датум рођења | датум смрти    | супружник              |
| ----------- | ----- | ------------ | -------------- | ---------------------- |
| Краљ Твртко |       |              | новембар 1443. | Краљица Доротеја       |
| Краљ Остоја |       |              | 1418.          | Витача; Кујава; Јелена |
| Вук         |       |              |                |                        |
| Јелена      |       | 1390/1391.   | 1434/1435.     | Прземек I Опавски      |